# Bulletin de l'Herbier Boissier
Bulletin de l'Herbier Boissier (abreviado Bull. Herb. Boissier) fue una revista ilustrada con descripciones botánicas que fue editada en Suiza. Se publicaron 7 volúmenes en los años 1893-1899, posteriormente con el nombre de Bulletin de l'Herbier Boissier, sér. 2, se publicaron 8 volúmenes en los años 1901-1908.
Fue fundada por William Barbey y editada en Ginebra. Eugene Autran, conservador del Herbario Boissier (en Pregny-Chambésy) llevó a cabo su administración en sus comienzos. Los botánicos más famosos enviaron artículos y detallaron las descripciones de las especies o géneros en francés y latín, a veces en alemán, como Nicholas Mikhailovic Albov, Paul Friedrich August Ascherson, John Briquet, Jules Cardot, François Crépin, Friedrich Fedde, Boris Fedtchenko, Olga Fédchenko, Josef Freyn, Georg Kükenthal, Narcisse Patouillard, George Edward Post, Ferdinand Renauld, Alice Rodrigue, Hans Schinz, Georg Schweinfurth, Camillo Karl Schneider, Adolf Sertorius, Adolphe Tonduz, etc.